# 鍋林
鍋林株式会社（なべりん）は、長野県松本市中央に本店を置く、医療用医薬品、医療機器の販売を中心に展開している企業である。鍋林グループの中核企業。
社名の「鍋林」の由来は、当主の林右衛門・林蔵が金物鋳造業の屋号「鍋屋」と名乗ったことから省略されて呼ばれていたものを用いたものである。

## 沿革
- 1726年：金物商「鍋屋」を創業。
- 1891年：松本市に島林蔵が薬種商を開業。
- 1902年：島林蔵が薬種商の鑑札許可を取得。2年後、島孝三郎も薬種商の鑑札許可を取得。
- 1905年：島孝三郎が蔦屋マスイより7番目の分店を許可される。
- 1946年：橘生化学研究所（現在のキッセイ薬品工業）に出資。
- 1948年：「株式会社鍋林商店」を設立。
- 1963年：現社名に商号変更。
- 1964年：長野市の「有限会社山本商店」を合併。
- 1972年：「株式会社日本ヘルス・インダストリー」を設立。
- 1996年：台湾に現地駐在員事務所開設。ヘルスケア事業部営業権を新会社に譲渡。
- 1998年：「クラヤ薬品株式会社」の農芸品販売部門の営業譲渡を受ける。
- 1997年：台湾に合弁会社「久泰工業股分有限公司」を設立。
- 2000年：佐久市の「相馬商事株式会社」の医薬品卸業部門の営業権を譲受。「ISO9001」認証取得。
- 2001年：「ISO14001」認証取得。フィリピンに現地駐在員事務所開設。
- 2002年：農薬部門であるアグログリーン事業部を分社化、新会社「株式会社アグログリーン」設立。
- 2003年：中国上海市に「鍋林（上海）貿易有限公司」設立。
- 2005年：医薬事業部の事業に於いて業務提携先８社との出資により「株式会社葦の会」を設立。
- 2006年：タイに「Nabelin (Thailand)Co.,Ltd」設立。
- 2012年：マレーシアに「Nabelin Malaysia Sdn Bhd」設立。
- 2013年：インドネシアに「PT.Nabelin Indonesia」設立。
- 2016年：フィリピンに合弁会社「Fuso-Nabelin Axis Phils.Inc.」設立。
- 2019年：東京本社・営業所を移転。

## 事業部
医療、化成品、食品等の分野を中心とした8つの事業部を持つ。
- 医薬事業部
- 在宅医療・介護事業部
- 医療システム事業部
- 化成品事業部
- 海外事業部
- ヘルスフーヅ事業部
- ビジネスソリューション事業部
- 医薬原料事業部

## 営業所
- 長野営業所（長野県長野市アークス1番14号）
- 東信営業所（長野県小諸市大字西原字金山646番10号）
- 松本営業所（長野県松本市双葉8番10号）
- 岡谷営業所（長野県岡谷市長地小萩1丁目13番11号）
- 伊那営業所（長野県上伊那郡南箕輪村9033番地）
- 飯田営業所（長野県飯田市上殿岡263番地1）
- 甲府営業所（山梨県甲府市上阿原町240番地）
- 北関東営業所（群馬県佐波郡玉村町大字板井870番地）
- 宇都宮営業所（栃木県宇都宮市東宿郷3-2-18）
- 新潟営業所（新潟県新潟市東区逢谷内字居前399番地1）
- 上越営業所（新潟県上越市大字福橋字前田744番地）
- 富山営業所（富山県魚津市大海寺新329番地）
- 名古屋営業所（愛知県名古屋市中区錦2丁目2番24号）
- 大阪営業所（大阪府大阪市中央区道修町1丁目4番8号）
- 福岡営業所（福岡県福岡市博多区博多駅南3丁目2番3号）
- 熊本営業所（熊本県熊本市南区流通団地1丁目10番2号）
- 東京営業所（東京都中央区八重洲1丁目3番22号）
- 関東営業所（埼玉県鶴ヶ島市柳戸町11番地7）
- 山形営業所（山形県東根市大字郡山字四角石89番地）
- 酒田営業所（山形県酒田市広栄町1丁目1番4号）
- 台湾支店（台北市）
- フィリピン駐在員事務所（フィリピン共和国マカティ市）

## 配送センター
- 医薬物流センター（長野県松本市双葉8番10号）
- 松代配送センター（長野県長野市松代大字豊栄字宮崎6331番地）
- あづみ野配送センター（長野県北安曇郡松川村南神戸4363番地32）
- 中越配送センター（新潟県燕市小関字野中1041番地）
- 長崎配送センター（長崎県大村市西部町971番地）
- 鹿児島配送センター（鹿児島県霧島市国分敷根300番地）

## グループ会社
- カタバミ株式会社（長野県松本市）：不動産管理、損害保険、経営指導、事業所サービス
- 株式会社ナベリンファーマシー（長野県松本市）：処方箋調剤、医薬品、育児用品、化粧品、雑貨の販売
- ナルコ薬品株式会社（長野県松本市）：薬品販売、各種害虫駆除請負、環境殺菌請負業務
- アクティ株式会社（長野県東筑摩郡山形村）：動物用医薬品、業務用食材水産用飼料の販売
- アズサイエンス株式会社（長野県松本市）：診断試薬、医療機器、科学・産業機器等の卸売
- 鍋林建工株式会社（長野県松本市）：建設業
- カタバミ・マネジメント・サービス株式会社（長野県松本市）：システム事業、経理受託事業、人材開発事業
- 株式会社アグログリーン（長野県松本市）：農産物・農薬・農業資材等販売、農業経営コンサルタント業
- 株式会社春陽堂薬房（富山県富山市）：医薬品主原料、医薬品添加剤、健康食品原料、化成品の販売
- あいナベリン株式会社（長野県松本市）：居宅介護支援、訪問看護
- ホシナケミカル株式会社（長野県長野市）：食品添加物、食品添加物製剤、調味料等の製造
- 鍋林（上海）貿易有限公司（中華人民共和国・上海市）：化学薬品、食品及び他関連商品の貿易
- 鍋林タイランド（タイ・バンコク）：化学薬品、食品及び他関連商品の貿易
- 鍋林マレーシア（マレーシア・クアラルンプール）：化学薬品、食品及び他関連商品の貿易
- 鍋林インドネシア（インドネシア・ジャカルタ）：化学薬品、食品及び他関連商品の貿易
- Fuso-Nabelin Axis Phils.Inc.（フィリピン・ダスマリニャス）：化学薬品及び他関連商品の貿易